# Nicéforo I
Nicéforo I Logothetes (en griego Νικηφόρος Α΄ [Nikēphoros I], «el que trae la victoria»; Seleucia de Pisidia, 765-Plisca, 811), emperador de Bizancio (802-811). Nicéforo era un veterano funcionario, con alguna experiencia militar, cuando fue ascendido a la dignidad de genikos logothetes por la emperatriz Irene, un cargo entendido como el Alto Tesorero Real, encargado de las finanzas y recaudaciones del imperio.

## Ascenso y política interior
Con la ayuda de los patricios y los eunucos de palacio, Nicéforo contribuyó a destronar y a mandar al exilio en la isla de Lesbos a la emperatriz Irene, siendo elegido emperador en su lugar. Su soberanía fue puesta en peligro por Bardanes el Turco, uno de sus más hábiles generales, destinado a la frontera armenia del imperio con el Califato abasí, el cual se sublevó contando con el apoyo de otros comandantes, especialmente de los futuros emperadores León el Armenio y Miguel el Armoriano. Sin embargo Nicéforo se impuso a los dos últimos, e indujo al ejército rebelde a dispersarse mediante la sumisión de Bardanes tras la muerte de Irene (cuya causa Bardanes decía defender), lo cual llevó al general insurgente a aceptar el ofrecimiento de Nicéforo para ser recluido en un monasterio y así poder conservar la vida. Otra conspiración liderada por el patricio Arsaber tuvo un resultado similar. Si bien no puede ser considerado como iconoclasta, los iconódulos le criticaron debido a que no permitió que los asuntos religiosos entorpecieran su gobierno, y sobre todo a que su reforma financiera se hizo a costa del estamento religioso principalmente.
Necesitado de grandes sumas de dinero para fortalecer su poderío militar (amenazado por el Califato y los búlgaros), dictó varias medidas para incrementar los ingresos del imperio, como la supresión de los privilegios fiscales del estamento eclesiástico. Sus rigurosos impuestos y sus impopulares decisiones de índole militar (aumentó las cargas militares del campesinado, y obligó a los soldados pobres a enrolarse siendo sufragados por sus vecinos) le granjearon la enemistad de sus súbditos, especialmente del perjudicado clero, por lo cual el emperador trató de controlar a este estamento firmemente. Asimismo llevó a cabo el reasentamiento de colonos griegos procedentes de Asia Menor en las regiones europeas en peligro de ser definitivamente eslavizadas, a la vez que expulsaba a los ocupantes eslavos del Peloponeso occidental y lo repoblaba con los descendientes de exiliados griegos de esta región.

## Política exterior

### La amenaza del Califato abasí
Respecto a Oriente, decidió dejar de pagar el ignominioso tributo impuesto por el califa abasí Harún al-Rashid a la emperatriz Irene desde el año 798. Sin embargo, esta decisión provocó el ataque del califa, quien asaltó la frontera oriental con un poderoso ejército, tomando numerosas fortalezas y avanzando hacia Ankyra, obligando finalmente a Nicéforo a pedir la paz y pagar un nuevo tributo, esta vez más elevado (treinta mil sólidos de oro) y que incluso incluía un rescate personal por Nicéforo y Estauracio que debía ser pagado por el emperador en persona. Sin embargo, la muerte del califa en 809 y las disensiones internas en el Califato supusieron un respiro para los bizantinos, salvo algún ataque aislado contra la ciudad de Euchatia.

### La rivalidad con Carlomagno
En cuanto a los asuntos europeos, Nicéforo heredó la problemática con Carlomagno debido al título de Emperador de Occidente que había obtenido el rey franco del papa León III recientemente (el día de Navidad del año 800). Nicéforo defendía las tesis bizantinas de la existencia de un único emperador, heredero del antiguo Imperio romano como se consideraban los emperadores bizantinos. Trató asimismo de mantener las posesiones bizantinas del Adriático septentrional (Venecia, Istria y Dalmacia), amenazadas por los francos y vitales tras la pérdida de Rávena. Los duques de Dalmacia y el Véneto se sublevaron y solicitaron la protección de Carlomagno (806), pero la armada bizantina consiguió frenar los avances francos y someter de nuevo a estos territorios al año siguiente (807), imponiendo una tregua hasta que finalmente el Véneto y la costa dálmata fueron conquistadas por los francos en 809. Nicéforo no reconoció nunca el título imperial de Carlomagno, algo que Miguel I sí haría a cambio de la devolución de las provincias adriáticas (812).

### La guerra contra los búlgaros
Otro de los problemas a los que Nicéforo tuvo que enfrentarse en Europa fue la consolidación del poder búlgaro en los Balcanes. Ya desde el año 807 habían iniciado sus ataques contra la región del río Estrimón, y en 809 atacaron en la zona norte, poniendo sitio a la importante fortaleza de Sardica. Ante estos sucesos, Nicéforo marchó hacia Plisca, la capital de los búlgaros, donde incendió el palacio del kan Krum en venganza, a la vez que ordenaba la colonización militar de las zonas fronterizas con los búlgaros. Sin embargo, esta medida resultó ineficaz, pues los colonos no pudieron detener el siguiente ataque de los búlgaros, por lo cual Nicéforo salió nuevamente en campaña contra Krum, movilizando un ejército tan numeroso que el kan solicitó la paz, si bien Nicéforo desechó su propuesta y avanzó nuevamente hacia Plisca, que fue saqueada y ejecutada su guarnición. 
Sin embargo, el 26 de julio el ejército bizantino cayó en una emboscada cuando atravesaba un desfiladero en ruta hacia Serdica, atrapados por empalizadas al frente y en la retaguardia. Ante las dudas del emperador bizantino por asaltar la empalizada, los búlgaros atacaron, acabando con la vida del emperador y varios de sus generales y nobles, a la vez que el ejército bizantino trataba de huir desordenadamente, lo cual provocó muchas bajas propias. Estauracio, el hijo y sucesor de Nicéforo, consiguió reunir los restos del ejército y a los nobles supervivientes, y emprendió la retirada hacia Adrianópolis, si bien él mismo sufría heridas de gravedad. 
La derrota del ejército bizantino supuso un duro golpe para el Imperio, que no asistía a la muerte del emperador en combate contra los paganos desde el año 378, con la muerte de Valente a mano de los visigodos. El kan Krum se hizo una copa con el cráneo revestido de plata del emperador, con la cual brindó con sus nobles por la victoria obtenida, a la vez que amenazaba con dirigirse hacia Constantinopla.